# 十市遠治
十市 遠治（とおち/とおいち とおはる）は、戦国時代の武将。大和国十市城主。

## 生涯
十市遠清の子である遠相の子として誕生。延徳3年（1491年）、父が流浪の身で死去、明応4年（1495年）には祖父・遠清が没し、兄と思われる十市某（実名不詳）も2年後に夭折してしまった。家督を継いだ遠治は明応6年（1497年）11月に反撃、越智家栄・家令父子と高取城近くの壺阪寺で戦い、撃破して大和に復帰した。永正年間に興福寺大乗院領の荘官として国判衆に名を連ねている。
永正2年（1505年）2月4日に春日社頭で大和国人衆が和睦、筒井順賢・布施氏・箸尾為国と共に越智家令らと和睦、8月に国人一揆を結成した。しかし永正3年（1506年）8月、細川政元の重臣赤沢朝経が古市澄胤の協力の下大和へ侵攻、遠治は敗北して他の国人衆と共に没落、大和は朝経の支配下になった。翌永正4年（1507年）6月に永正の錯乱で政元が暗殺、朝経も丹後国で戦死すると、大和に留まっていた細川軍を破って本拠地へ戻った。
しかし、お家騒動を収めた細川政元の養子・澄元が8月27日に赤沢朝経の養子・長経に大和出陣を命じると、大和国人一揆は畠山尚順・畠山義英ら両畠山氏と連繋をとって細川軍に対抗したがに敗れ、国人衆はことごとく没落、遠治も宇智郡に没落した。大和は再び細川氏に占領され、翌永正5年（1508年）の足利義稙の上洛で細川氏と両畠山氏が再度分裂、国人一揆も崩壊し、義稙と足利義澄・澄元・義英との内乱が勃発。遠治は筒井順賢らと共に義稙・細川高国・尚順方となって戦った。8月には長経と古市澄胤が尚順に敗れて処刑されている。
以後も筒井氏と共に越智氏らと戦ったが、天文元年（1532年）、細川氏の内訌の果てに畿内で一向一揆が発生した煽りで大和にも一揆が起こり、越智家頼が一揆勢に攻められた際、筒井順興と援軍に赴いて退かせている（天文の錯乱）。
2年後の天文2年（1534年）に死去。家督は嫡男・遠忠が継いだ。